# Nectriopsis sporangiicola
Nectriopsis sporangiicola är en svampart som först beskrevs av Samuels, och fick sitt nu gällande namn av Samuels 1988. Nectriopsis sporangiicola ingår i släktet Nectriopsis och familjen Bionectriaceae.   Inga underarter finns listade i Catalogue of Life.